# Křížová cesta (Křepice)
Křížová cesta v Křepicích na Břeclavsku vede k poutnímu místu U Svaté, vzdálenému přibližně 900 metrů jihovýchodně od centra obce.

## Historie

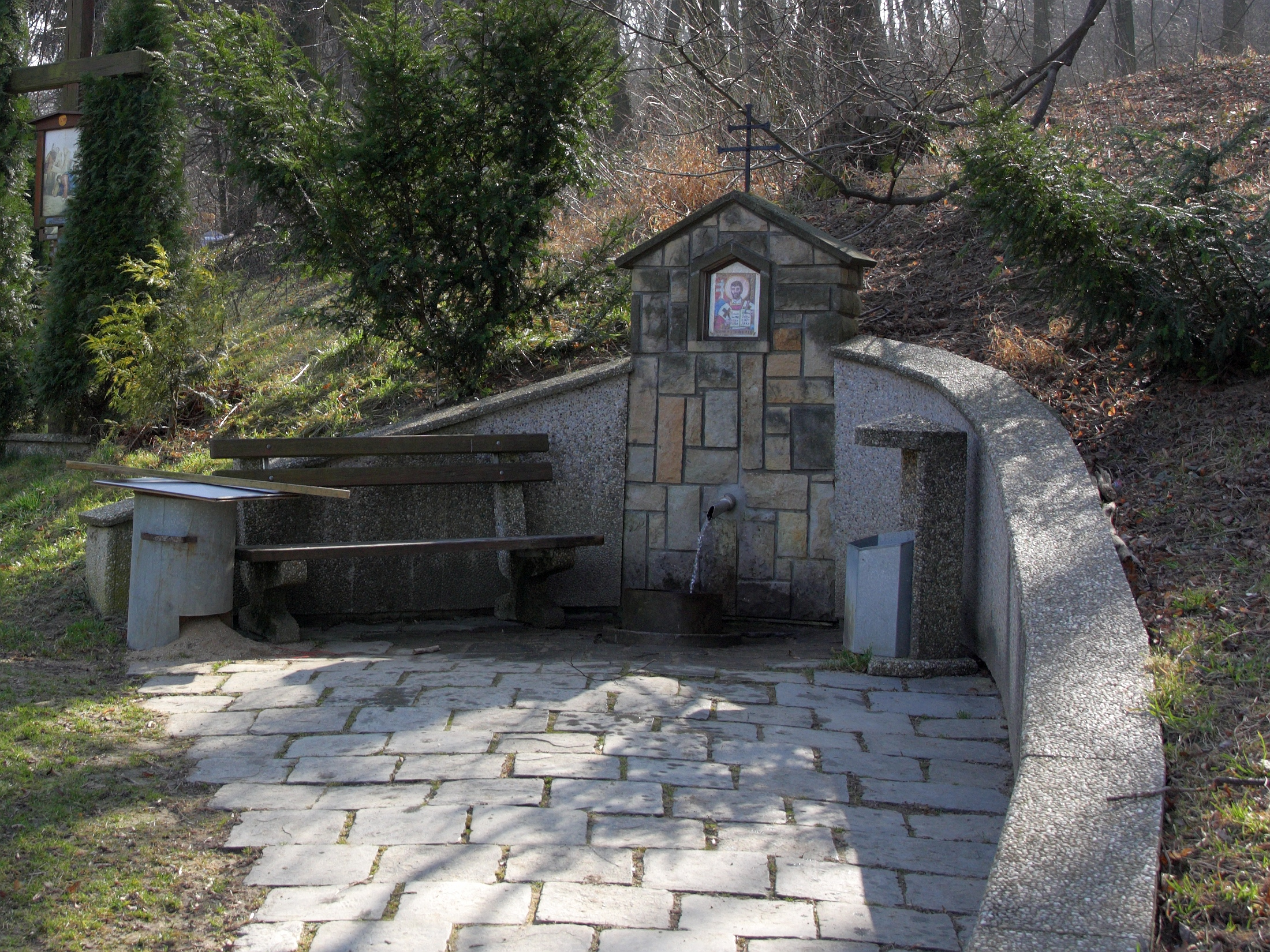
studánka U Svaté

Křížová cesta byla postavena roku 2002 z iniciativy otce Metoděje Kuběny. Tvoří ji čtrnáct dřevěných křížů, které zhotovil místní truhlář. Na nich jsou připevněny tabule s netradičními vypálenými kachličkami s obrazy. Patnácté zastavení je u třímetrové dřevěné sochy Krista jako symbolu Vzkříšení.

## Poutní místo U Svaté
Cesta vede takzvaným údolím kapliček k poutnímu místu zvanému U Svaté. Zde podle pověsti vytryskl pramen z přičinění svatého Cyrila. Tak vznikla tradice, že se jedná o svatou vodu a proto se pramen jmenuje Svatá. Za vstupní branou do areálu stojí dvojice sloupů se sochou Panny Marie Neposkvrněné a Hostie, mezi kterými je zasazen Kristův obraz.
Součástí poutního místa zvaného "U Svaté" je kromě křížové cesty také údolí s kapličkami a kopie sochy Krista z Rio de Janeira, kterou doplňuje sousoší svatých Cyrila a Metoděje. Nachází se zde celkem tři kapličky, zasvěcené Panně Marii, sv. Cyrilu a Metodějovi a sv. Gorazdovi. Pod posledně jmenovanou vyvěrá Gorazdův pramen s vodou, která se svým složením podobá vodě světoznámého poutního místa Lurdy.
Slavnostní pouť se zde koná v neděli nejbližší svátku Cyrila a Metoděje.